# The Deadly Companions
The Deadly Companions is een Amerikaanse western uit 1961 onder regie van Sam Peckinpah.

## Verhaal
Yellowleg is een voormalig sergeant van de Noordelijken. Hij wil koste wat het kost Turk opsporen, een deserteur van de Zuidelijken. Turk wilde Yellowleg scalperen, toen hij tijdens de Amerikaanse Burgeroorlog gewond op het slagveld lag. Wanneer hij Turk en zijn vriend Billy Keplinger ontmoet, overtuigt hij hen om samen een bank te beroven. Het drietal maakt ook kennis met een andere boevenbende, die dezelfde bank wil overvallen.

## Rolverdeling
| Acteur          | Personage                  |
| --------------- | -------------------------- |
| Maureen O'Hara  | Kit Tildon                 |
| Brian Keith     | Yellowleg                  |
| Steve Cochran   | Billy Keplinger            |
| Chill Wills     | Turk                       |
| Strother Martin | Parson                     |
| Will Wright     | Dr. Acton                  |
| James O'Hara    | Cal                        |
| Peter O'Crotty  | Burgemeester van Hila City |
| Billy Vaughan   | Mead Tildon jr.            |